# Robert Patrick
Robert Hammond Patrick Jr. (Marietta, Georgia, 1958. november 5. –) amerikai színész. A közönség elsősorban sci-fikből és akciófilmekből ismerheti.

## Fiatalkora
Robert Patrick a Georgia állambeli Mariettában született 1958-ban. Szülei Nadine és Robert Patrick. 4 testvére van, ő a legidősebb közülük. Az Ohio állambeli Columbusban nevelkedett. Gyerekkorában nem rajongott a színészetért, csak később, huszonéves korában döntött úgy, hogy színész lesz.

## Pályafutása
Filmes karrierje 1986-ban kezdődött. Eleinte csak televíziós szerepeket kapott. 1990-ben kisebb szerephez jutott a Még drágább az életed című filmben, de hírnévre csak akkor tett szert, amikor megkapta a T1000-es gyilkológép szerepét a Terminátor 2. részében.
Ezt követően több filmben és sorozatban is szerephez jutott. Így 2000-ben, David Duchovny kilépését követően ő kapta meg a Mulder ügynököt felváltó John Doggett különleges ügynök szerepét az X-akták című népszerű sorozatban.

## Magánélete
1990-ben feleségül vette Barbara Hooper színésznőt, akitől két gyermeke született: egy fiú (Samuel) és egy lány (Austin) (aki nevét az egyik rendőrről kapta a Terminátor 2. részéből). Szinte minden évben részt vesz a dél-kaliforniai Love Ride-on, egy jótékonysági motoros futamon.

## Válogatott filmográfia

### Film
| Év    | Magyar cím                                | Eredeti cím                              | Szerep                      | Magyar hang      |
| ----- | ----------------------------------------- | ---------------------------------------- | --------------------------- | ---------------- |
| 1986  |                                           | Equalizer 2000                           | Deke                        |                  |
| 1986  | Vadászok                                  | Future Hunters                           | Slade                       | Sztarenki Pál    |
| 1987  |                                           | Eye of the Eagle                         | Johnny Ransom százados      |                  |
| 1987  | Killer Instinct                           |                                          | Johnny Ransom százados      |                  |
| 1989  |                                           | Hollywood Boulevard II                   | operatőr                    |                  |
| 1990  | Még drágább az életed                     | Die Hard 2                               | O'Reilly                    |                  |
| 1991  | Terminátor 2. – Az ítélet napja           | Terminator 2: Judgment Day               | T-1000                      | Józsa Imre       |
| 1992  | Wayne világa                              | Wayne's World                            | T-1000 (cameo)              |                  |
| 1993  | Égi tűz                                   | Fire in the Sky                          | Mike Rogers                 | Felföldi László  |
| 1993  | Az utolsó akcióhős                        | Last Action Hero                         | T-1000 (cameo)              | nem szólal meg   |
| 1994  | Double Dragon – A medál hatalma           | Double Dragon                            | Victor Guisman / Koga Shuko | Rosta Sándor     |
| 1994  |                                           | The Cool Surface                         | Jarvis Scott                |                  |
| 1994  | A megszállott                             | Body Shot                                | Mickey Dane                 |                  |
| 1994  | Hong Kong 97                              | Hong Kong 97                             | Reginald Cameron            | Széles László    |
| 1995  | Tűréshatár                                | Zero Tolerance                           | Jeff Douglas                | Mihályi Győző    |
| 1995  | Tűréshatár                                | Zero Tolerance                           | Jeff Douglas                | Bozsó Péter      |
| 1995  | Csalétek                                  | Decoy                                    | Jack Travis                 | Rékasi Károly    |
| 1995  | Az utolsó lehelet                         | Last Gasp                                | Leslie Chase                | Rékasi Károly    |
| 1996  | Sztriptíz                                 | Striptease                               | Darrell Grant               | Józsa Imre       |
| 1997  | Cop Land                                  | Cop Land                                 | Jack Rucker rendőrtiszt     | Tarján Péter     |
| 1997  | Rosewood, az égő város                    | Rosewood                                 | Fanny szeretője             | Dimulász Miklós  |
| 1997  |                                           | Hacks                                    | 'Goatee'                    |                  |
| 1997  | Szerelem másodkézből                      | The Only Thrill                          | Tom McHenry                 |                  |
| 1997  | Asylum                                    | Asylum                                   | Nicholas Tordone            | Stohl András     |
| 1998  | Ellencsapás                               | Renegade Force                           | Jake McInroy őrmester       | Fazekas István   |
| 1998  | Faculty – Az invázium                     | The Faculty                              | Joe Willis edző             | Incze József     |
| 1998  | Harc az öböl felett                       | Tactical Assault                         | Lee Banning ezredes         | Schnell Ádám     |
| 1999  | Alkonyattól pirkadatig 2. – Texasi vérdíj | From Dusk Till Dawn 2: Texas Blood Money | Buck Bowers                 | Incze József     |
| 1999  | Vivero aranya                             | The Vivero Letter                        | James Wheeler               |                  |
| 1999  |                                           | A Texas Funeral                          | Zach                        |                  |
| 2000  |                                           | Mexico City                              | Mills nagykövet             |                  |
| 2000  | Vad lovak                                 | All the Pretty Horses                    | Cole                        | Kapácsy Miklós   |
| 2001  | Kémkölykök                                | Spy Kids                                 | Mr. Lisp                    | Rosta Sándor     |
| 2001  | Texas Rangers                             | Texas Rangers                            | John Armstrong őrmester     |                  |
| 2001  | Vágd meg a kartellt!                      | Backflash                                | Ray Bennet                  |                  |
| 2001  | Az angyalok nem alszanak                  | Angels Don't Sleep Here                  | Russell Stark nyomozó       |                  |
| 2002  |                                           | Out of These Rooms                       | John Michael                |                  |
| 2002  |                                           | Ticker (rövidfilm)                       | FBI-ügynök                  |                  |
| 2002  | D-Tox                                     | D-Tox                                    | Peter Noah                  | Schnell Ádám     |
| 2003  | Charlie angyalai: Teljes gázzal           | Charlie's Angels: Full Throttle          | Ray Carter                  | Horányi László   |
| 2004  | A tűzből nincs kiút                       | Ladder 49                                | Lenny Richter               | Borbiczki Ferenc |
| 2005  |                                           | Supercross                               | Earl Cole                   |                  |
| 2005  | A nyughatatlan                            | Walk the Line                            | Ray Cash                    | Németh Gábor     |
| 2006  | Tűzfal                                    | Firewall                                 | Gary Mitchell               | Orosz István     |
| 2006  | A tengerészgyalogos                       | The Marine                               | Rome                        | Kőszegi Ákos     |
| 2006  | A dicsőség zászlaja                       | Flags of Our Fathers                     | Chandler Johnson ezredes    | Várkonyi András  |
| 2006  | Több, mint sport                          | We Are Marshall                          | Rick Tolley edző            | Rosta Sándor     |
| 2007  | Híd Terabithia földjére                   | Bridge to Terabithia                     | Jack Aarons                 | Jakab Csaba      |
| 2007  | Szerva itt, pofon ott                     | Balls of Fury                            | Pete Daytona őrmester       |                  |
| 2008  | Légy a Holdon                             | Fly Me to the Moon                       | Louie (hangja)              | Faragó András    |
| 2008  | Vadbarmok                                 | Strange Wilderness                       | Gus Hayden                  | Lénárt László    |
| 2009  |                                           | Autopsy                                  | Dr. David Benway            |                  |
| 2009  |                                           | Alien Trespass                           | Vernon                      |                  |
| 2009  |                                           | Lonely Street                            | Mr. Aaron                   |                  |
| 2009  |                                           | The Black Waters of Echo's Pond          | Pete                        |                  |
| 2009  | Kecskebűvölők                             | The Men Who Stare at Goats               | Todd Nixon                  | Tarján Péter     |
| 2010  |                                           | Five Minarets in New York                | Becker                      |                  |
| 2010  | Cain haragja                              | The Wrath of Cain                        | Dean börtönigazgató         | Rosta Sándor     |
| 2011  | S.W.A.T. – Tűzveszély                     | S.W.A.T.: Fire Fight                     | Walter Hatch                | Rosta Sándor     |
| 2011  |                                           | Good Day for It                          | Luke Cain                   |                  |
| 2012  | Védhetetlen                               | Safe House                               | Daniel Kiefer CIA-ügynök    | Rosta Sándor     |
| 2012  | Az utolsó csavar                          | Trouble with the Curve                   | Vince                       | Tarján Péter     |
| 2012  | Jayne Mansfield kocsija                   | Jayne Mansfield's Car                    | Jim 'Jimbo' Caldwell        | Rosta Sándor     |
| 2013  | Gengszterosztag                           | Gangster Squad                           | Max Kennard rendőrtiszt     | Gáspár Sándor    |
| 2013  |                                           | Lovelace                                 | John Boreman                |                  |
| 2013  | Személyiségtolvaj                         | Identity Thief                           | Nyomkövető                  | Sörös Sándor     |
| 2014  | Végtelen szerelem                         | Endless Love                             | Harry Elliot                | Sörös Sándor     |
| 2014  | Jobb, ha hallgatsz                        | Kill the Messenger                       | Ronald J. Quail             | Rosta Sándor     |
| 2014  | A belső út                                | The Road Within                          | Robert                      |                  |
| 2014  |                                           | Ask Me Anything                          | Doug Kampenfelt             |                  |
| 2015  |                                           | Lost After Dark                          | Mr. C.                      |                  |
| 2015  |                                           | Hellions                                 | Corman rendőrtiszt          |                  |
| 2015  |                                           | Hollywood Adventures                     | stúdió őr                   |                  |
| 2017  |                                           | Eloise                                   | Dr. H.H. Greiss             |                  |
| 2017  |                                           | Last Rampage                             | Gary Tison                  |                  |
| 2019  |                                           | Sgt. Will Gardner                        | Tony                        |                  |
| 2019  | Mérgező rózsa                             | The Poison Rose                          | Bing Walsh seriff           | Rosta Sándor     |
| 2019  |                                           | The Rising Hawk                          | Zakhar Berkut               |                  |
| 2019  | Pénzmosó                                  | The Laundromat                           | Richard Paris százados      | Schnell Ádám     |
| 2019  |                                           | Tone-Deaf                                | Harvey                      |                  |
| 2020  | Becsületes tolvaj                         | Honest Thief                             | Sam Baker ügynök            | Rosta Sándor     |
| 2021  |                                           | No Man of God                            | Roger Depue                 |                  |
| 2021  |                                           | What Josiah Saw                          | Josiah Graham               |                  |
| 2021  | A védenc                                  | The Protégé                              | Billy 'Billy Boy'           | Sörös Sándor     |
| 2021  |                                           | Rushed                                   | Jim O'Brien                 |                  |
| 2023  |                                           | Dark Asset                               | Dr. Cain                    |                  |
| 2023  |                                           | Shelter in Solitude                      | Dwayne                      |                  |
| 2024. | Harcban a rendszerrel                     | Hounds of War                            | Hart ezredes                | Rosta Sándor     |

### Televízió
| Év        | Magyar cím                               | Eredeti cím                         | Szerep                               | Megjegyzések                                                     |
| --------- | ---------------------------------------- | ----------------------------------- | ------------------------------------ | ---------------------------------------------------------------- |
| 1989      | Az új Lassie                             | The New Lassie                      | Russ                                 | 1 epizód                                                         |
| 1992      | Mesék a kriptából                        | Tales from the Crypt                | Lothar                               | 1 epizód                                                         |
| 1993      |                                          | SWAT Kats: The Radical Squadron     | Dr. Lieter Greenbox (hangja)         | 1 epizód                                                         |
| 1994      | A bolygó kapitánya                       | Captain Planet                      | Posey professzor (hangja)            | 1 epizód                                                         |
| 1995      | Testbeszéd                               | Body Language                       | Delbert Radley                       | tévéfilm                                                         |
| 1995–1996 | Végtelen határok                         | The Outer Limits                    | John Skokes őrnagy                   | 2 epizód                                                         |
| 1996      | Superman: A rajzfilmsorozat              | Superman: The Animated Series       | Martin LeBeau (hangja)               | - 1 epizód - magyar hangja: - Bácskai János                      |
| 1996–1997 |                                          | The Real Adventures of Jonny Quest  | Race Bannon (hangja)                 | főszereplő                                                       |
| 1998      | Tökéletes gyilkosok                      | Perfect Assassins                   | Leo Benita                           | tévéfilm                                                         |
| 1998      | Menekülő ellenségek (A Klán csapdájában) | Ambushed                            | Shannon Herrold                      | - tévéfilm - magyar hangja: - Háda János                         |
| 1998      |                                          | Rag and Bone                        | Daniel Ryan őrmester                 | tévéfilm                                                         |
| 1999      | Hódító hódok                             | The Angry Beavers                   | Wingnut (hangja)                     | 1 epizód                                                         |
| 2000      | Maffiózók                                | The Sopranos                        | David Scatino                        | 3 epizód                                                         |
| 2000      | Batman of the Future                     | Batman Beyond                       | Richard Armacost (hangja)            | 1 epizód                                                         |
| 2000–2002 | X-akták                                  | The X-Files                         | John Doggett ügynök                  | főszereplő (41 epizód)                                           |
| 2003      | Aki előbb meghal                         | 1st to Die                          | Nicholas Jenks                       | tévéfilm                                                         |
| 2004      | Buddha nyomában                          | Bad Apple                           | Tom Ryanmy "Bells" Bellavita ezredes | tévéfilm                                                         |
| 2004      | Csillagkapu: Atlantisz                   | Stargate Atlantis                   | Marshall Sumner ezredes              | 1 epizód                                                         |
| 2005      | Lost – Eltűntek                          | Lost                                | Hibbs                                | 1 epizód (Törvényen kívüliek)                                    |
| 2005      | Szuperdod kalandjai                      | Duck Dodgers                        | J. Edgar Ashcan (hangja)             | 1 epizód                                                         |
| 2005      | Elvis – A kezdet kezdete                 | Elvis                               | Vernon Presley                       | - minisorozat (2 epizód) - magyar hangja: - Papp János           |
| 2005      | Esküdt ellenségek: Különleges ügyosztály | Law & Order: Special Victims Unit   | Ray Schenkel                         | 1 epizód                                                         |
| 2006      | Ben 10                                   | Ben 10                              | Phil Billings (hangja)               | 1 epizód                                                         |
| 2006–2009 | Az egység                                | The Unit                            | Tom Ryan ezredes                     | főszereplő (69 epizód)                                           |
| 2006–2009 |                                          | Disorderly Conduct: Video on Patrol | narrátor (hangja)                    |                                                                  |
| 2007–2008 | Avatár – Aang legendája                  | Avatar: The Last Airbender          | Master Piandao (hangja)              | 2 epizód                                                         |
| 2008      | The Batman                               | The Batman                          | Katar Hol / Sólyom (hangja)          | 2 epizód                                                         |
| 2009      | Gordon Ramsay – A pokol konyhája         | Hell's Kitchen                      | önmaga                               | 1 epizód                                                         |
| 2009      | Amerikai fater                           | American Dad!                       | idegen (hangja)                      | 1 epizód                                                         |
| 2009      | NCIS                                     | NCIS                                | Merton Bell ezredes                  | 1 epizód                                                         |
| 2010      | Psych – Dilis detektívek                 | Psych                               | Felts vezérőrnagy                    | 1 epizód                                                         |
| 2010      | Chuck                                    | Chuck                               | Keller ezredes                       | 1 epizód                                                         |
| 2010      | Minden lében négy kanál                  | Burn Notice                         | John Barrett                         | 2 epizód                                                         |
| 2011      | Hármastársak                             | Big Love                            | Bud Mayberry                         | 2 epizód                                                         |
| 2011      | Red Faction – A kezdetek                 | Red Faction: Origins                | Alec Mason                           | - tévéfilm - magyar hangja: - Vass Gábor                         |
| 2012–2014 | True Blood – Inni és élni hagyni         | True Blood                          | Jackson Herveaux                     | főszereplő (12 epizód)                                           |
| 2012      |                                          | Last Resort                         | Joseph Prosser főtörzsőrmester       | főszereplő (13 epizód)                                           |
| 2013–2014 | Kemény motorosok                         | Sons of Anarchy                     | Les Packer elnök                     | 2 epizód (6–7. évad)                                             |
| 2014      | Balfékek                                 | Community                           | Waldron                              | 1 epizód                                                         |
| 2014      | Alkonyattól pirkadatig                   | From Dusk till Dawn: The Series     | Jacob Fuller                         | főszereplő (10 epizód)                                           |
| 2014–2018 |                                          | Scorpion                            | Cabe Gallo ügynök                    | főszereplő (93 epizód)                                           |
| 2015      | A Pókember elképesztő kalandjai          | Ultimate Spider-Man                 | Robert Frank / Whizzer (hangja)      | 1 epizód                                                         |
| 2017      | Babonák                                  | Lore                                | Eliakim Phelps tiszteletes           | 1 epizód                                                         |
| 2018–2019 | Mayans M.C.                              | Mayans M.C.                         | Les Packer elnök                     | 2 epizód                                                         |
| 2020      | Perry Mason                              | Perry Mason                         | Herman Baggerly                      | - 7 epizód - magyar hangja: - Földes Tamás                       |
| 2021      | The Walking Dead                         | The Walking Dead                    | Mays                                 | 1 epizód                                                         |
| 2021      | MacGyver                                 | MacGyver                            | Ian Cain                             | 1 epizód                                                         |
| 2021      | Góliát                                   | Goliath                             | edző                                 | visszatérő szereplő (4 epizód)                                   |
| 2022      | Peacemaker – Békeharcos                  | Peacemaker                          | Auggie Smith / White Dragon          | - főszereplő (8 epizód) - magyar hangja: - Rosta Sándor          |
| 2022–2023 | 1923                                     | 1923                                | William McDowell seriff              | - visszatérő szereplő (6 epizód) - magyar hangja: - Tarján Péter |
| 2023      | Éjjeli ügynök                            | The Night Agent                     | Hawkins                              | - 2 epizód - magyar hangja: - Kőszegi Ákos                       |
| 2023      | Isten áldd meg Petey-t!                  | Praise Petey                        | ismeretlen szinkronhang              | 2 epizód                                                         |
| 2023–2024 | Reacher                                  | Reacher                             | Shane Langston                       | - 8 epizód - magyar hangja: - Rosta Sándor                       |